# فرانکا رایموندی
فرانکا رایموندی (به انگلیسی: Franca Raimondi) (زاده ۸ ژوئیه ۱۹۳۲ – درگذشته ۲۸ اوت ۱۹۸۸) خواننده ایتالیایی بود.
او به همراه تونینا توریلی نماینده ایتالیا در یوروویژن ۱۹۵۶ بود.